# 感測放大器
在現代電腦記憶體中，感測放大器是構成半導體儲存晶片（積體電路）電路的元件之一；這個術語本身可以追溯到磁芯記憶體。
感測放大器是讀取電路的一部份，用於從記憶體中讀取資料時。其作用是感測來自位元線(bitline)表示儲存在儲存單元中(memory cell)的低功率數據訊號(1 或 0)，並將小的電壓擺動放大成可識別的邏輯準位，以致於數據可以被記憶體以外的邏輯裝置適當的判讀。